# Pääsaari (ö i Mellersta Finland, Äänekoski, lat 62,66, long 26,42)
Pääsaari är en ö i Finland. Den ligger i sjön Konnevesi och i kommunen Konnevesi i den ekonomiska regionen  Äänekoski ekonomiska region  och landskapet Mellersta Finland, i den centrala delen av landet, 290 km norr om huvudstaden Helsingfors. Öns area är 0,3 hektar och dess största längd är 190 meter i sydöst-nordvästlig riktning.